# Aradus breviatus
Aradus breviatus är en insektsart som beskrevs av Ernst Evald Bergroth 1887. Aradus breviatus ingår i släktet Aradus och familjen barkskinnbaggar. Inga underarter finns listade i Catalogue of Life.